# 龍田直樹
龍田 直樹（たつた なおき、1950年9月8日 - ）は、日本の男性声優。和歌山県那賀郡岩出町（現：岩出市）出身。青二プロダクション所属。
旧芸名は竜田 直樹（読み同じ）。

## 略歴
明治大学卒業。
東京俳優学校第25期、俳協養成所第3期卒。東京俳優生活協同組合、アーツビジョンを経て、現在は青二プロダクション所属。

### キャリア
映画『男はつらいよ』のスチルを担当していたが、渥美清の演技に憧れ、役者を目指して養成所に入所。
マネージャーに「僕は映像作品は無理ですね〜」と探りを入れたところ「アハハ! そうだね!!」と言われ、声優に切り替えて声優としての活動を始める。

## 人物
趣味は音楽鑑賞、ドライブ。
一人っ子である。妻は声優の高木早苗。息子がいる。

### 特色
音域はA - E。方言は大阪弁。
声優としては、アニメ、ゲームに出演の他、テレビ番組のナレーションも務めている。
ナレーションや人間以外のキャラクターを多数こなしている。同一作品内で動物役を兼役で演じることもしばしば（「『特定のマーガリン（ラーマソフト）じゃないと嫌だ』と身をよじる食パン」など、動物でも生き物でもないものを演じることも多い）。「『擬音（効果音）を生音に近い形でやってくれ』とも言われたことがある」と語っている。少しキャラクター性のあるナレーションが多く、アニメでもそうした明るいキャラクター性をいかした役柄が多い。
アドリブにも定評がある。『キャッ党忍伝てやんでえ』で共演した沢木郁也は「龍田さんって人は、俺の台詞を台本そのまま言っても大丈夫なようなアドリブを入れてくるんですよ。狡猾なアドリブ。けど、そうするとそのまま台本の台詞を俺が言うとすごくつまらなくなる。そういう事をしかけてくる人なんですよ」と語っている。共演者にアドリブを明かすことはなく、沢木はいつアドリブがくるか分からないため油断大敵だったという。アニメ版『星のカービィ』のエスカルゴン役は回が進むごとにデデデの横暴についていけない、と思いアドリブで「ため口・ぼやき・モノローグ」を始めていったと語っている。

### エピソード
普段は三枚目役やコミカルな演技が多いため、『新世紀GPXサイバーフォーミュラ』のエデリー・ブーツホルツ役のような二枚目の役は「ホントにこの声を僕がやるんですか」と当初驚いたという。
身長155cmと男性声優の中では小柄であり、背が高い声優と同じマイクで喋ろうとする際は「マイクが高すぎちゃって、喋れないんですよ（笑）」と語ったこともある。
1985年11月から12月にかけて肝付兼太の喉の手術に伴い、『ドラえもん（テレビ朝日版第1期）』の骨川スネ夫役と『オバケのQ太郎』のハカセ役を代役で務めていたが、『オバケのQ太郎』では龍田はキザオ役をすでに演じていたので一人二役となった。
『キテレツ大百科』において、1991年1月より途中降板した大竹宏に変わり、ブタゴリラ役を引き継いだ。
『くまのプーさん』では富山敬の逝去に伴い、ラビット役を『新くまのプーさん』1995年10月放送分より引き継いでいる。
『ドラゴンボール』シリーズではウーロン役で出演しているが、2015年9月に八奈見乗児が病気療養に伴う休業に入ったことに伴い、『ドラゴンボール超』の途中でナレーションと北の界王役を引き継いだ。
島田敏を「敏ちゃん」と呼んでおり、仲が良い。事務所の後輩で島田や龍田と一緒に仕事する機会が多かった野島健児は「2人とも見ている僕まで楽しくなるほど生き生きと仕事をされる」「本当にこの仕事が好きなんだな」とありありと感じたという。
また、野島は声優になったばかりの頃、「とにかくもらった役を全うしよう」と必死になっていたが、龍田と一緒にお酒を飲んでいた時に「野島くんの技量やカラーは十分わかったから、これからは仕事を楽しみな」とアドバイスをもらい、それからは「楽しむって方法があるんだ」と知り楽しさを基準にモノを考えられるようになったという。
2011年10月より妻の高木早苗や声優仲間の島田敏、塩屋浩三、服部友香らとグループ活動「龍のとなり」を行っている。

## 出演
太字はメインキャラクター。

### テレビアニメ
1976年
- グロイザーX（1976年 - 1977年、バク）
- ブロッカー軍団IVマシーンブラスター（親衛隊、所員）
- ポールのミラクル大作戦（ナスビ、テンパー人間B、ホルダー、左官）
- ドン・チャック物語

1977年
- あらいぐまラスカル
- 一休さん
- 一発貫太くん（男A、木常、刑事）
- おれは鉄兵（三浦）
- とびだせ!マシーン飛竜（1977年 - 1978年、ヒデキ）
- 無敵超人ザンボット3（警官、少年A、松五郎、香月組A、デザイナー）

1978年
- はいからさんが通る（医者、ぼうず頭）
- ペリーヌ物語
- 星の王子さま プチ・プランス（1978年 - 1979年、団長、村長）
- 魔女っ子チックル（砂男）
- 無敵鋼人ダイターン3（1978年 - 1979年、土田、若者B、カメラマンB、警官、ソルジャーB、若者A、ソルジャーD）
- 野球狂の詩（1978年 - 1979年、記者、高橋、シゲ、二軍選手、観客〈B〉 他）

1979年
- 機動戦士ガンダム（オペレーターA、兵士）
- こぐまのミーシャ（1979年 - 1980年、ポンド）
- 銀河鉄道999（原始人B）
- 大恐竜時代（友人）
- ドラえもん（テレビ朝日版第1期）（1979年 - 1985年、スネツグ、骨川スネ夫〈代役〉 他）

1980年
- スーキャット（ビリー）
- 釣りキチ三平（測量隊員）
- 伝説巨神イデオン（ビラス）
- トム・ソーヤーの冒険（ビリー〈初代〉、ウォルター）
- とんでも戦士ムテキング（怪盗二面相）
- ニルスのふしぎな旅（1980年 - 1981年、黒ネズミ、小鳥）
- 魔法少女ララベル
- マリンスノーの伝説（所員C）
- 無敵ロボ トライダーG7（山浦）
- 鉄腕アトム
- 燃えろアーサー 白馬の王子（子供）
- ルパン三世 (TV第2シリーズ)

1981年
- うる星やつら（メガネ〈代役〉）
- おはよう!スパンク
- 怪物くん（モギラ、ドラキュラJr.）
- がんばれ元気（青木）
- 銀河旋風ブライガー（1981年 - 1982年、グラターノ助手）
- じゃりン子チエ（猫2）
- 戦国魔神ゴーショーグン（秘書）
- Dr.スランプ アラレちゃん（1981年 - 1985年、カエルB、カート、ワンワン警官、案内オバケ、オーム、子分、ケラオ、キューピッド）
- まいっちんぐマチコ先生（1981年 - 1983年、金三、ゲン吉の父）
- まんが 水戸黄門（1981年 - 1982年、鈍兵衛）
- めちゃっこドタコン（ダンボー）
- ワンワン三銃士（1981年 - 1982年、漁師、オウム）

1982年
- おちゃめ神物語コロコロポロン（アブス、ドサンコスの長男、冥王ハデス、司会者、エビメテウス）
- 逆転イッパツマン（窓際さん、部長、守衛、スモレット、医者、ボス鬼、団長、権兵エ、オオカマ人事部長、セーコの父）
- ゲームセンターあらし（サーファーB）
- サイボットロボッチ（とびげり婆さん、オカメ、カブト丸、ホットドク）
- さすがの猿飛（幹部A）
- スペースコブラ
- 戦闘メカ ザブングル（1982年 - 1983年、プロポピエフ・サンドーラ〈2代目〉）
- ダッシュ勝平（係員）
- ときめきトゥナイト（ヤブタ）
- 忍者マン一平
- 魔法のプリンセス ミンキーモモ（役員、医者、村長、ピエロ）
- 野生のさけび

1983年
- 機甲創世記モスピーダ（ライブハウス支配人、老マスター、ジョジ）
- 銀河疾風サスライガー（ネッド）
- 子鹿物語（レム）
- サイコアーマー ゴーバリアン（クルト・バスター、オルドン）
- じゃりン子チエ（猫2）
- 聖戦士ダンバイン（ホン・ワン、トロウ・ロウ、フラオンの家臣、チャーリー）
- ストップ!! ひばりくん!（高倉裕次郎）
- ななこSOS（コンビニエンジ・セブン）
- パーマン（九官鳥、野次馬、クラスメート、ギャング、土人B、二人組弟）
- フクちゃん（小学生B、いじめっ子）
- プラレス3四郎（1983年 - 1984年、哲也）
- まんが日本史（藤原惟幾、畠山義就）
- みゆき（記者A、強盗、中年男）

1984年
- GALACTIC PATROL レンズマン（トレゴンシー）
- GU-GUガンモ（アキラ、店員）
- チックンタックン（ジタバタメカタン）
- 超攻速ガルビオン（ジェネラルK）
- 超力ロボ ガラット（1984年 - 1985年、キウイ博士）
- ナイン3 完結編（岡部）
- ふしぎなコアラブリンキー（タクシーの運転手、ネズミ、ドロウ、運転手、エミュー人、パトロール隊員）
- 牧場の少女カトリ（子供、アベル、男、老人、郵便局員）
- らんぽう（ゴルゴ）

1985年
- あした天気になあれ
- おねがい!サミアどん
- オバケのQ太郎（1985年テレビ朝日版）（1985年 - 1987年、木佐キザオ、ハカセ〈代役〉）
- ダーティペア（ウメダ）
- 超獣機神ダンクーガ（黒人）
- ハイスクール!奇面組（1985年 - 1987年、大間仁）
- へーい!ブンブー
- 魔法のスターマジカルエミ（1985年 - 1986年、トポ）

1986年
- 機動戦士ガンダムΖΖ（ドーデモ、ダニー、ドライバー）
- ゲゲゲの鬼太郎（第3作）（1986年 - 1987年、ブン太、坂田、ボクデン、足長、たくろう火、コボルト）
- 青春アニメ全集
  - 「潮騒」（浜田竜二）
  - 「ビルマの竪琴」（オウム）
  - 「学生時代」（松井）

- ドラゴンボール（1986年 - 1989年、ウーロン、ボクサー、狼、アザラシ兵）
- Bugってハニー（1986年 - 1987年、ソノーダ 他）
- 北斗の拳（兵士）
- めぞん一刻（園長 他）

1987年
- アニメ三銃士（コピー、ロシナンテ、護衛隊士）
- アニメ80日間世界一周（ラルフ記者）
- 仮面の忍者 赤影（1987年 - 1988年、おろち丸、ペドロ）
- 機甲戦記ドラグナー（1987年 - 1988年、側近）
- きまぐれオレンジ☆ロード（1987年 - 1988年、八田一也）
- シティーハンター（直也）
- 新メイプルタウン物語 パームタウン編（ヨータ、こうもりヨータ）
- 聖闘士星矢（ジャミアン）
- ついでにとんちんかん（毒鬼醜憎、校長、ノラ男、神父）
- トランスフォーマー ザ☆ヘッドマスターズ（ワイプ）
- ビックリマン（1987年 - 1989年、黄門天人、七童子、魔人ドジキュラー、忍犬尚神、わら鬼、つる兵衛、水墨法師、手下A、リーダー、制空キング、狐火鈴、悪六、闇似暗）
- ミスター味っ子（1987年 - 1989年、垂目森太郎、勘平、今ちゅう）

1988年
- キテレツ大百科（1988年 - 1996年、おじいさん、男1、中学生、オーディーン、近田、男、所長、大川、源六、番頭、タマネギ長老、熊田薫 / ブタゴリラ〈2代目〉、ベン〈2代目〉、乙姫〈2代目〉、八百助）
- グリム名作劇場（1988年 - 1989年、死神、狐） - 2シリーズ
- つるピカハゲ丸くん（ばあちゃん）
- ドクター秩父山（ケロタン 他）
- トッポ・ジージョ（アロ、ノッポ、TVアナ、狼男） - 2シリーズ
- どんどんドメルとロン（ドメル）
- 魔神英雄伝ワタル（1988年 - 1989年、俊、EXマン、ジョン・タンクーガー、ザン・ゴロツキー）
- 名門!第三野球部（高橋ひろし）

1989年
- 悪魔くん（1989年 - 1990年、ベルゼブブ、ラジャ）
- エスパー魔美（ゴインキョ / 志村）
- がきデカ（亀吉、栃の嵐）
- 新ビックリマン（1989年 - 1990年、リポ太坊、卯帝、申る伯、ミ蛙帝、ムガール亥、黎元老守、ドラキュロス / 内裏ネイロス）
- それいけ!アンパンマン（1989年 - 2021年、ホットドック〈初代〉、わたあめじいさん〈初代〉、ガマグチへび〈初代〉、お茶漬けサクサクさん〈初代〉、ムシバキンマン〈2代目〉）
- ドラゴンクエスト（1989年 - 1991年、賢人、ザナック〈2代目〉）
- ドラゴンボールZ（1989年 - 1996年、ウーロン、バブルス、ハイヤードラゴン、ヤムー、カリン〈2代目〉）
- 魔動王グランゾート（1989年 - 1990年、ドクターバイブル、ドミノ、ニジンスキー・スカラバカヤ）

1990年
- NG騎士ラムネ&40（マッドロス、ゴルB）
- 美味しんぼ（桐田靖夫）
- キャッ党忍伝てやんでえ（1990年 - 1991年、幻ナリ斉、白河ゲンマイ、ドジョウスク右衛門、千葉埼玉の介、トオセンボ3号、ステイシ4号、コブツキ4号）
- ちびまる子ちゃん（1990年 - 2012年、吾作、南） - 2シリーズ
- チンプイ（チラチンジャー、カクサン）
- 八百八町表裏 化粧師（両助）
- 魔神英雄伝ワタル2（1990年 - 1991年、EXマン、ホッシー、ゴーキントン、カクバッテル、キャプテン・アッパー、村人、仲間、主人、俊）
- 魔法使いサリー（1989年版）（時のウサギ〈初代〉）
- もーれつア太郎（貧乏神）

1991年
- ウルトラマンキッズ 母をたずねて3000万光年（1991年 - 1992年、バル）
- きんぎょ注意報!（サメ）
- 少年アシベ（1991年 - 1993年、アシベの父ちゃん） - 2シリーズ
- 絶対無敵ライジンオー（受験生）
- 21エモン（1991年 - 1992年、ゴンスケ）
- 新世紀GPXサイバーフォーミュラ（記者、鈴木、誘拐犯人、エデリー・ブーツホルツ、酔っぱらい、ステフ、キングレッド、ランドル車、スペリオン、プレスマン）

1992年
- クレヨンしんちゃん（1992年 - 1996年、チンパン総督モンキッキ、暴走リーダーヤンキッキ、上司、旋風回転鬼）
- 元気爆発ガンバルガー（サンダークロー）
- スーパーヅガン（1992年 - 1993年、徳川康兵衛、塔原、学生風）
- スーパービックリマン（魔ク魔人、ドジキュラー）
- ツヨシしっかりしなさい（親分）
- ドラゴンクエスト ダイの大冒険（第1作）（ザボエラ、ゴッポル）

1993年
- 楽しいウイロータウン（1993年 - 1994年、タッド）
- ドラゴンボールZ 絶望への反抗!!残された超戦士・悟飯とトランクス（ウーロン）
- ドラゴンリーグ（アモン）
- 南国少年パプワくん（マレーバク、清原くん）
- 忍たま乱太郎（1993年 - 2016年、爺々、新出屋敷の掃除係、阿甲老師、商人、備長炭仙人、真心眼津九郎）
- 熱血最強ゴウザウラー（権藤大三郎）

1994年
- 赤ずきんチャチャ（ガウガウ）
- 機動武闘伝Gガンダム（ロマリオ・モニーニ）
- メタルファイター・MIKU（芝野幸三）
- レッドバロン（熊野勇夫）

1995年
- アニメ世界の童話（ネコ、帽子屋）
- 空想科学世界ガリバーボーイ（江戸っ子）
- 美少女戦士セーラームーンSuperS（ミスター・マジック・ピエロ、老歯科医）
- ビット・ザ・キューピッド（ヘーパイストス）
- 爆れつハンター（スコヤ汗）

1996年
- ゲゲゲの鬼太郎（第4作）（1996年 - 1998年、一反木綿、ぬりかべ）
- 少年サンタの大冒険!（フロッシー）
- ドラゴンボールGT（誘拐犯兄貴）
- B'T-X（マルチェロ）
- モジャ公（ピテカンの父）
- 勇者指令ダグオン（プロデューサー）
- 超者ライディーン（疾風の父、ケルピー弟）

1997年
- 金田一少年の事件簿（1997年 - 1999年、真木目仁、緑川総介）
- 忍ペンまん丸（一の坊）
- はれときどきぶた（1997年 - 1998年、校長先生 他）
- HARELUYA II BØY（影野）
- YAT安心!宇宙旅行（牛男）

1998年
- 男はつらいよ 〜寅次郎忘れな草〜（源公）
- カウボーイビバップ（ユーリ・ケラーマン）
- SHADOW SKILL -影技-（クトゥーゾフ）
- センチメンタルジャーニー（森井トシ江）
- 中華一番!（ウォン・セイヨ）
- 超魔神英雄伝ワタル（サンダール）
- ドクタースランプ（1998年 - 1999年、番長、子分A、オヤブン部下、ナシババ）
- トライガン（ギャンブラー）
- ポケットモンスター（ニシノモリ）
- プリンセスナイン 如月女子高野球部（三田校長）
- 名探偵コナン（1998年 - 2002年、沼淵己一郎、田畑勝男、男A）
- ヨシモトムチッ子物語（カンペイカメムシ）

1999年
- サイボーグクロちゃん（1999年 - 2001年、ナレーション、横内なおき、天童勇 他）
- 神八剣伝（チュウジ）
- スージーちゃんとマービー（ピーブニー博士）
- パワーストーン（ワンタンの師匠）
- Bビーダマン爆外伝V（ドラキュラ伯爵）
- MASTERキートン（三上）

2000年
- 勝負師伝説 哲也（浜地の店長）
- マシュランボー（クータル）

2001年
- ののちゃん（2001年 - 2002年、町内会長、司令官、座長）
- はじめの一歩（2001年 - 2013年、柳岡トレーナー） - 2シリーズ
- 星のカービィ（2001年 - 2003年、ドクター・エスカルゴン）
- ONE PIECE（2001年 - 、ボクデン、トンジット、カポネ・ベッジ、バスコ・ショット）

2002年
- アベノ橋魔法☆商店街（今宮新、アバンナレーション）
- 犬夜叉（いたち妖怪）
- 機動戦士ガンダムSEED（デュエイン・ハルバートン）
- キン肉マンII世（2002年 - 2006年、中野さん、ミンチ） - 3シリーズ
- 真・女神転生Dチルドレン ライト&ダーク（カソ）
- 釣りバカ日誌（2002年 - 2003年、佐々木和男 / 佐々木課長）
- デュエル・マスターズ（2002年 - 2010年、角古丸雄） - 3シリーズ
- 花田少年史（桂の父）
- 炎の蜃気楼（阿木）
- ボンバーマンジェッターズ（2002年 - 2003年、Dr.メカード）

2003年
- アストロボーイ・鉄腕アトム（2003年 - 2004年、ロビタ、科学者、工事ロボット、刑事）
- GUNSLINGER GIRL（クリスティアーノ）
- SPACE PIRATE CAPTAIN HERLOCK（ヤッタラン）

2004年
- かいけつゾロリ（バグ、タツ爺）
- ジパング（石原莞爾）
- VIEWTIFUL JOE（ブラック・トイボックス）
- 冒険王ビィト（2004年 - 2005年、ガネール） - 2シリーズ
- ボボボーボ・ボーボボ（N&Ns）
- モリゾーとキッコロ（天狗）
- 遊☆戯☆王デュエルモンスターズGX（ナポレオン教頭）

2005年
- エンジェル・ハート（餅山秀夫）
- おでんくん（飛山さん）
- ブラック・ジャック（古和伊加仁、可仁博士）

2006年
- 怪 〜ayakashi〜 化猫（坂井伊國）
- 結界師（脳男）
- 出ましたっ!パワパフガールズZ（ポンチョ）
- バーテンダー（沖田教授）
- 祝!(ハピ☆ラキ)ビックリマン（2006年 - 2007年、火消しの親方、大きりえ師）
- 貧乏姉妹物語（八百市のおじさん）
- まじめにふまじめ かいけつゾロリ（バグ）
- リリとカエルと(弟)（カエル王）

2007年
- 銀魂（2007年 - 2018年、柳生敏木斎） - 4シリーズ
- ゲゲゲの鬼太郎（第5作）（2007年 - 2009年、子泣き爺、ぬりかべ）
- BLUE DRAGON（マルマロのパパ）
- 魔人探偵脳噛ネウロ（霧原真一郎）
- もっけ（ダイマナコ）

2008年
- 西洋骨董洋菓子店 〜アンティーク〜（宇田川）
- ねぎぼうずのあさたろう（村長）
- 魔法遣いに大切なこと〜夏のソラ〜（豪太の父〈緑川勇一〉）
- 我が家のお稲荷さま。（清麻呂）

2009年
- あにゃまる探偵 キルミンずぅ（大関マサタカ、ブサネコ）
- ケロロ軍曹（宇宙ゾウムシ）
- 蒼天航路（蔡邕）
- ドラえもん（テレビ朝日版第2期）（2009年 - 2019年、車掌、ゴンスケ）
- ドラゴンボール改（2009年 - 2015年、ウーロン、ビビディ） - 2シリーズ

2010年
- リングにかけろ1 影道編（玄武）

2011年
- デジモンクロスウォーズ 〜時を駆ける少年ハンターたち〜（ガネモン）
- べるぜバブ（コマちゃん）

2012年
- はなかっぱ（2012年 - 、マスターカッパー）
- HUNTER×HUNTER（第2作）（ゼンジ）
- ひみつのアッコちゃん（ショートムービー版）（部長）
- ONE PIECE エピソードオブルフィ 〜ハンドアイランドの冒険〜（ビリッチ）

2014年
- 暴れん坊力士!!松太郎（上原）
- 怪盗ジョーカー（2014年 - 2016年、鬼山毒三郎、鬼山） - 4シリーズ
- スペース☆ダンディ（チュウ）
- ドラゴンコレクション（カルボラ）

2015年
- ドラゴンボール超（2015年 - 2018年、ウーロン、ナレーション〈2代目〉、北の界王〈2代目〉、マゲッタ、ジウム）
- ふなっしーのふなふなふな日和（梨神さま）

2016年
- 魔法つかいプリキュア!（2016年 - 2017年、ラブー）
- がんがんがんこちゃん（2016年 - 2018年、バンバン） - 2シリーズ

2017年
- 正解するカド（刑部一徳）

2018年
- ゲゲゲの鬼太郎（第6作）（2018年 - 2020年、油すまし、耳長、ブエル、白粉婆、ぬっぺっぽう、貧乏神）
- 鬼灯の冷徹（ぬらりひょん）
- キラッとプリ☆チャン（2018年 - 2019年、赤城杏太郎〈パパ〉）

2019年
- けものフレンズ2（ヒゲじい）
- おしりたんてい（2019年 - 2020年、カブトミヤはくしゃく）
- 彼方のアストラ（ビーゴ）
- マヌ〜ルのゆうべ（2019年 - 2023年、ヒゲじい）

2020年
- 群れなせ!シートン学園（天野カロリス）
- 波よ聞いてくれ（加工豚）

2021年
- 天地創造デザイン部（神様）
- 半妖の夜叉姫（刀々斎） - 2シリーズ
- デジモンアドベンチャー:（ガーベモン）
- 平穏世代の韋駄天達（バコード）

2022年
- デジモンゴーストゲーム（モニタモン、マッシュモン）
- BABY-HAMITANG（アンベア、ナレーション）
- もっと!まじめにふまじめ かいけつゾロリ（フプー）
- うる星やつら (2022)（先代長老）

2023年
- 久保さんは僕を許さない（雲仙先生）
- 異世界のんびり農家（マイケル）
- ゾン100〜ゾンビになるまでにしたい100のこと〜（管理人ゾンビ）
- 逃走中 グレートミッション（2023年 - 2025年、フンコロガシ、ズキンカラス、ラクダ、スナネコ、アインシュタイン7世）

2024年
- ドラゴンボールDAIMA（2024年 - 2025年、ナレーション）
- ポケットモンスター（マモル）

2025年
- アサティール2 未来の昔ばなし（ワリード）

### 劇場アニメ
1980年
- サイボーグ009 超銀河伝説

1981年
- 機動戦士ガンダム（クランプ）
- ドラえもん のび太の宇宙開拓史（中学生A）
- フリテンくん（同僚）

1982年
- オズの魔法使い（ヘンリーおじさん）
- 伝説巨神イデオン 接触篇（兵士）
- Dr.SLUMP “ほよよ!”宇宙大冒険（トリ山）
- 浮浪雲（町人）

1983年
- ザブングル グラフィティ
- ナイン（佐田）

1984年
- Dr.スランプ アラレちゃん ほよよ!ナナバ城の秘宝（カート）

1985年
- Gu-Guガンモ（アキラ）

1986年
- オバケのQ太郎（1986年 - 1987年、木佐キザオ） - 2作品
- ドラゴンボール 神龍の伝説（ウーロン）
- ハイスクール!奇面組（大間仁）
- RUNNING BOY スター・ソルジャーの秘密（近藤）

1987年
- 新メイプルタウン物語 パームタウン編（ヨータ）
- ドラゴンボール 魔神城のねむり姫（ウーロン）
- Bugってハニー メガロム少女舞4622（ロボ）
- バツ&テリー（井上辰夫）
- バリバリ伝説

1988年
- きまぐれオレンジ☆ロード（1988年 - 1996年、八田一也） - 3作品
- となりのトトロ（ネコバス）
- ドラゴンボール 摩訶不思議大冒険（ウーロン）
- ビックリマン 無縁ゾーンの秘宝（リトマ鬼）

1989年
- 変幻退魔夜行 カルラ舞う!-奈良怨霊絵巻-（土グモ）

1990年
- おじさん改造講座（浅草課長）
- ドラえもん のび太とアニマル惑星（カラス）
- ドラゴンボールZ この世で一番強いヤツ（ウーロン）
- ドラゴンボールZ 地球まるごと超決戦（ウーロン、バブルス、ハイヤードラゴン）
- 魔法使いサリー（樹の妖精）

1991年
- ドラゴンボールZ 超サイヤ人だ孫悟空（ウーロン、ハイヤードラゴン）
- ドラゴンボールZ とびっきりの最強対最強（ウーロン、ハイヤードラゴン）

1992年
- ドラゴンクエスト ダイの大冒険 起ちあがれ!!アバンの使徒（ザボエラ）
- ドラゴンボールZ 激突!!100億パワーの戦士たち（ウーロン）
- ドラゴンボールZ 極限バトル!!三大超サイヤ人（ウーロン）
- 21エモン 宇宙（そら）いけ!裸足のプリンセス（ゴンスケ）

1993年
- ツヨシしっかりしなさい ツヨシのタイムマシーンでしっかりしなさい（親分）
- Dr.スランプ アラレちゃん んちゃ!ペンギン村より愛をこめて（ジオンレ）
- ドラゴンボールZ 燃えつきろ!!熱戦・烈戦・超激戦（ウーロン）
- ドラゴンボールZ 銀河ギリギリ!!ぶっちぎりの凄い奴（ウーロン）
- ろくでなしBLUES 1993（柴田）

1994年
- Dr.スランプ アラレちゃん ほよよ!!助けたサメに連れられて…（父鮫）
- ドラゴンボールZ 超戦士撃破!!勝つのはオレだ（ジャガー・バッタ）
- ドラミちゃん 青いストローハット（ポンプ）

1996年
- ウルトラマンカンパニー（バルタくん）
- ゲゲゲの鬼太郎 大海獣（一反木綿）
- ドラゴンボール 最強への道（ウーロン）
- 劇場版 魔法陣グルグル（モッコロ長老）

1997年
- エルマーの冒険（カモメ）
- ゲゲゲの鬼太郎 おばけナイター（一反木綿）
- ゲゲゲの鬼太郎 妖怪特急! まぼろしの汽車（一反木綿）
- ジャングル大帝（トミー）
- たまごっちホントのはなし（おやじっち）

1998年
- ピカチュウのなつやすみ（ブルー）

1999年
- 金田一少年の事件簿2 殺戮のディープブルー（秘書）

2000年
- ピチューとピカチュウ（デルビル）

2001年
- キン肉マンII世（2001年 - 2002年、中野さん） - 2作品
- ピカチュウのドキドキかくれんぼ（グランブル）

2003年
- ASTRO BOY 鉄腕アトム特別編 アトム誕生の秘密（ロビタ）

2006年
- 劇場版 どうぶつの森（たぬきち）

2007年
- えいがでとーじょー! たまごっち ドキドキ! うちゅーのまいごっち!?（辞典亀先生）

2008年
- 映画! たまごっち うちゅーいちハッピーな物語!?（辞典亀先生）
- 劇場版 ゲゲゲの鬼太郎 日本爆裂!!（子泣き爺、ぬりかべ）

2009年
- 劇場版デュエル・マスターズ 黒月の神帝（角古丸雄）

2011年
- 映画ドラえもん 新・のび太と鉄人兵団 〜はばたけ 天使たち〜（副司令官）
- クレヨンしんちゃん 嵐を呼ぶ黄金のスパイ大作戦（研究員）

2012年
- 映画ドラえもん のび太と奇跡の島 〜アニマル アドベンチャー〜（ゴンスケ）

2013年
- 映画ドラえもん のび太のひみつ道具博物館（ゴンスケ）
- ドラゴンボールZ 神と神（ウーロン）

2019年
- ONE PIECE STAMPEDE（カポネ・ベッジ）

2023年
- 鬼太郎誕生 ゲゲゲの謎

### OVA
1985年
- ドリームハンター麗夢（1985年 - 1992年、ベータ、ナレーター） - 6作品

1986年
- ザ・超女（店長）
- 装鬼兵M.D.ガイスト（サカモト）
- バリバリ伝説 PART II 鈴鹿編（アイの父）
- 魔法のスターマジカルエミ 蝉時雨（トポ）

1987年
- ダーティペア（Dr.キューベルシュタイン）

1988年
- 1ポンドの福音（田渕）
- 恐怖のバイオ人間 最終教師（梅吉）
- 魔界都市〈新宿〉（水鬼）

1989年
- アマダアニメシリーズ スーパーマリオブラザーズ（ルイージ）
- きまぐれオレンジ☆ロード（1989年 - 1991年、八田一也） - 3作品
- 真 魔神英雄伝ワタル（ギンカック）
- 敵は海賊〜猫たちの饗宴〜（ジョー）
- 鎧伝サムライトルーパー外伝（チン）

1990年
- 1+2=パラダイス（校長）
- ウルトラ・スーパー・デラックスマン（旬楽兼人）
- ガデュリン（魔術師E）
- 少年アシベ（アシベの父ちゃん〈2代目〉）
- トミカ未来緊急隊アースコマンダー（ライム）

1991年
- うっちゃれ五所瓦（難野）
- カプリコン（ガレッティ）
- 機動戦士SDガンダム パパルの暁 第103話スギナムの花嫁（ガズエル）
- 究極超人あ〜る（島崎）
- 銀河英雄伝説（プレツェリ）
- 超幕末少年世紀タカマル（面白顔左ェ門スギウラ）
- 帝都物語（寺田寅彦）
- 魔獣戦士ルナ・ヴァルガー（シェフ）
- 魍魎戦記MADARA（邪兎）

1992年
- ウルフガイ（大和田教授）
- 究極のSEXアドベンチャー カーマスートラ（ヒゲゴジラ）
- 新世紀GPXサイバーフォーミュラ（1992年 - 1997年、エデリー・ブーツホルツ） - 5作品
- 新・超幕末少年世紀タカマル（面白顔左ェ門スギウラ）
- ダウンロード 南無阿弥陀仏は愛の詩
- なにわ遊侠伝（政夫）
- 魔動王グランゾート 冒険編（ニジンスキー博士、ドミノ）

1993年
- 代紋TAKE2 第II章（川村支店長）
- 妖世紀水滸伝（天本恭一）

1994年
- グラップラー刃牙（徳川光成）
- 幽幻怪社（石薔薇由二郎）
- ようちえん戦隊げんきっず（カランダラー）

1996年
- ぞくぞく村のオバケたち（ゴブリン親父、ペロリ）

1997年
- B'T-X NEO（マルチェロ）

1998年
- ジオブリーダーズ（金治）
- 支配者の黄昏 TWILIGHT OF THE DARK MASTER（ジャンク）
- 魔界転生（磯千八）

1999年
- サクラ大戦 轟華絢爛（車掌）
- トラジマのミーめ（大山敏郎）

2000年
- ぼくたちピチューブラザーズ 風船騒動の巻（デルビル）

2003年
- ぼくたちピチューブラザーズ・パーティはおおさわぎ!のまき（デルビル）

2004年
- 大YAMATO零号（ティム）
- 炎の蜃気楼〜みなぎわの反逆者〜（阿木）

2005年
- 聖闘士星矢 冥王ハーデス冥界編（マルキーノ）

2008年
- ドラゴンボール オッス!帰ってきた孫悟空と仲間たち!!（ウーロン）
- やなせたかしメルヘン劇場 さよならジャンボ（王様）

2010年
- ONE PIECE FILM STRONG WORLD EPISODE:0（トンジット）

2011年
- 英雄伝説 空の軌跡 THE ANIMATION（ラッセル博士）

### Webアニメ
- 魔神英雄伝ワタル 七魂の龍神丸（2020年、EXマン、ワーイ=ファーイ）
- スーパードラゴンボールヒーローズ 宇宙創成編プロモーションアニメ（2020年、ナレーション）
- PLUTO[133]（2023年、長老）
- 悪魔くん（2023年、イル）

### ゲーム
1989年
- 鏡の国のレジェンド（ホイーリングバット、ランドール 他）
- レッドアラート（ミスター・リー）

1990年
- ヴァリスIII（ニゼッティ）

1991年
- レディファントム（マキュラス、デナーイ提督）

1992年
- 魔法の少女シルキーリップ（一丈寺政治〈ハゲタンク〉）
- ライズ・オブ・ザ・ドラゴン（ブレイド）

1993年
- スターフォックス（スリッピー・トード）※店頭ビデオのみ

1994年
- KO世紀ビースト三獣士 〜ガイア復活 完結編〜（バルチャー伯爵）
- ツインゴッデス（ノーム・ゴーレム、ファットマン・アンクル、アイテム商人）
- ドラゴンボールZ 真サイヤ人絶滅計画 -地球編-（ウーロン）
- ドラゴンボールZ 真サイヤ人絶滅計画 -宇宙編-（カリン）
- ポリスノーツ（ジュン・石田）
- ボンバーマン ぱにっくボンバー※PCエンジン版

1995年
- 空想科学世界ガリバーボーイ（マウス）※PCエンジン版、セガサターン版
- スーパーボンバーマン ぱにっくボンバーW
- ドラえもん 友情伝説ザ・ドラえもんズ（ゴンスケ）
- ドラゴンボールZ アルティメットバトル22（ウーロン）
- ドラゴンボールZ 真武闘伝（ジャガー・バッダ）
- ぼのぐらし
- 負けるな!魔剣道2（マッキー）

1996年
- スーパーボンバーマン4
- トバルNo.1（ホム）
- BSスーパーマリオUSAパワーチャレンジ（司令官、ヒーボーボー）

1997年
- クーロンズゲート（ミスター・ドープマン）
- クライムクラッカーズ2（パロット）
- ゲゲゲの鬼太郎（ぬりかべ、一反木綿、鏡爺）※PlayStation版
- サターンボンバーマンファイト!!（バグロォ）
- トバル2（ムーフー）
- ネクストキング 恋の千年王国（チャービル）
- 水木しげるの妖怪武闘伝（カマイタチ）

1998年
- 超魔神英雄伝ワタル ANOTHER STEP（サンダール）
- ボンバーマン ファンタジーレース（バグラー）
- マルチメディアこどもずかん宇宙（マークキャット）

1999年
- 西遊記（猪八戒）
- 新世紀GPXサイバーフォーミュラ 新たなる挑戦者（エデリー・ブーツホルツ）
- スパイロ・ザ・ドラゴン（大人のドラゴン）
- 戦国美少女絵巻 空を斬る!! 〜春風の章〜（綾小路 義行）
- マクロス VF-X2（ティモシー・ダルダントン）
- ラーメン橋（酔っ払い）
- ラクガキショータイム（つぼはち、ザコ）

2000年
- 熱闘ゴルフ（リコ）

2001年
- 風のクロノア2（バグジ）
- シェンムーII
- SIMPLEキャラクター2000 ハイスクール!奇面組 THE テーブルホッケー（大間仁、ラッシー）
- 松本零士999 〜Story of Galaxy Express 999〜（大山昇太）

2002年
- キン肉マンII世 新世代超人VS伝説超人（中野さん）
- やきとり娘〜スゴ腕繁盛記〜（酉助）
- ボンバーマンジェッターズ（Dr.メカード）

2003年
- 機動戦士ガンダムSEED（デュエイン・ハルバートン）
- ドラゴンボールZ（ウーロン、カリンさま）
- ドラゴンボールZ3（ウーロン、バブルス）
- みんなのGOLF 4（ドギー）

2004年
- SDガンダム GGENERATION（2004年 - 2016年、ダニー、ジョブ・ジョン〈F90〉、ハルバートン） - 3作品
- エースコンバット5（輸送機機長、ユークトバニア艦隊司令官 他）
- キン肉マン ジェネレーションズ（中野さん）
- 機動戦士ガンダムSEED 終わらない明日へ（デュエイン・ハルバートン）
- メタルギアソリッド3（2004年 - 2005年、ソコロフ） - 2作品
- ロックマンX コマンドミッション（ガヴディル博士）

2005年
- 機動戦士ガンダムSEED DESTINY GENERATION of C.E.（デュエイン・ハルバートン）
- キングダム ハーツII（ラビット）
- テイルズ オブ ザ ワールド なりきりダンジョン3（ジャババ）
- 天外魔境III NAMIDA（イチモツ）
- メタルギアアシッド2（カイギデュエル）

2006年
- キン肉マン マッスルグランプリMAX（中野さん〈ナレーション〉）
- キン肉マン マッスルジェネレーションズ（中野さん）
- 超ドラゴンボールZ（ウーロン）
- テイルズ オブ ザ ワールド レディアント マイソロジー（ガンゼル）
- メタルギアソリッド ポータブル・オプス（ソコロフ）

2007年
- ゲゲゲの鬼太郎 妖怪大運動会（子泣き爺）
- シャイニング・フォース イクサ（ガリュウ）
- バトルファンタジア（ドンバルブ）
- メタルギアソリッド ポータブル・オプス+（ソコロフ）
- ラチェット&クランク5 激突!ドデカ銀河のミリミリ軍団（オットー皇帝）

2008年
- カラオケJOYSOUND Wii（パパ）
- 新世紀GPXサイバーフォーミュラ VS（エデリー・ブーツホルツ）
- 大怪獣バトル ULTRA MONSTERS（ガッツ星人）
- ドラゴンボールZ インフィニットワールド（バブルス君）
- 遊☆戯☆王デュエルモンスターズGX タッグフォース3（ナポレオン）

2010年
- キャッスルヴァニア ロード オブ シャドウ（大修道院長ドーリン）
- シャイニング・ハーツ（ヒュウガ・ゲンロウサイ）
- テイルズ オブ ファンタジア なりきりダンジョンX（アルベルト）

2011年
- 機動戦士ガンダム 新ギレンの野望（ダニー）
- Kinect: ディズニーランド・アドベンチャーズ（ウサギどん）
- くまのプーさん 100エーカーの森のクッキングBOOK（ラビット）
- ドラゴンボールヒーローズ（2011年 - 、ブージン、ヤムー、マゲッタ） - 5作品
- リトルビッグプラネット2（クライブ・ハンドフォース）日本語版
- ONE PIECE ギガントバトル! 2 新世界（カポネ・ベッジ）
- ONE PIECE ワンピーベリーマッチW（カポネ・ベッジ）

2012年
- キングダム ハーツ 3D ［ドリーム ドロップ ディスタンス］（ビーグルボーイS）
- スーパーロボット大戦OGサーガ 魔装機神 THE LORD OF ELEMENTAL（ハッカイ）
- スーパーロボット大戦OGサーガ 魔装機神II REVELATION OF EVIL GOD（ハッカイ、ズネロ・ホネーガ）
- ドラえもん のび太と奇跡の島 〜アニマル アドベンチャー〜（ゴンスケ）

2013年
- カオス ヒーローズ オンライン（ナーズ、ナカチャ）
- スーパーロボット大戦OGサーガ 魔装機神III PRIDE OF JUSTICE（ハッカイ、ズネロ・ホネーガ）
- 超速変形ジャイロゼッター アルバロスの翼（バク市長）
- トゥームレイダー（グリム）

2014年
- スーパーロボット大戦OGサーガ 魔装機神F COFFIN OF THE END（ハッカイ、ズネロ・ホネーガ）
- ONE PIECE 超グランドバトル! X（カポネ・ベッジ）

2015年
- 英雄伝説 空の軌跡 FC Evolution（ラッセル博士）
- ドラゴンボールZ 超究極武闘伝（ヤムー）
- ONE PIECE ワンピースキングス（カポネ・ベッジ）

2016年
- イースVIII -Lacrimosa of DANA-（リトル・パロ、カーラン）
- ドラゴンボールフュージョンズ（ウーロン、界王、マゲッタ）
- League of Legends（クレッド）

2017年
- ゼノブレイド2（コール）

2018年
- スーパーロボット大戦X（EXマン、ザン・ゴロツキー）
- ONE PIECE トレジャークルーズ（カポネ・ベッジ）

2019年
- キングダム ハーツIII（ラビット）
- スーパードラゴンボールヒーローズ ワールドミッション（ヤムー、マゲッタ、ブージン）

2020年
- ドラゴンボールZ カカロット（界王、ナレーター、ウーロン）
- ONE PIECE 海賊無双4（カポネ・ベッジ）
- ファイナルファンタジーVII リメイク（パルマー）

2022年
- 風のクロノア 1&2アンコール（バグジ）
- ドラゴンボール ザ ブレイカーズ（ウーロン、国王、界王）

2023年
- 麻雀格闘倶楽部Sp（僧我三威）
- 逆転オセロニア（悪狸王）

2024年
- ペルソナ3 リロード（北村文吉）
- スーパーロボット大戦DD（ザン・ゴロツキー）
- ファイナルファンタジーVII リバース（パルマー)
- ドラゴンボール Sparking! ZERO（界王、ナレーション）

時期未発表
- キャッ党忍伝てやんでえ（カラス幻ナリ斎）

### 吹き替え

#### 映画
- アラビアのロレンス※テレビ朝日版
- 狼よさらば
- オスロ国際空港/ダブル・ハイジャック（大使館の運転手）
- 怪奇!吸血人間スネーク（学生(2)）
- 海底二万哩（コンセイユ）※BVHE版
- カサノバ
- カリフォルニア〜ジェンマの復讐の用心棒
- カンニング・モンキー 天中拳（賈冲〈ホー・コン〉）※フジテレビ版
- がんばれ!ベアーズ
- キャッツ & ドッグス（ピーク）
- グリース2（デイヴィー〈リーフ・グリーン〉）
- グレムリン2 新・種・誕・生（マーティン、モホーク、ダフィー、グレムリン）※ソフト版
- ケイン号の叛乱（ウィンストン）※フジテレビ版
- サウンド・オブ・ミュージック (映画) ※VHS・DVD版
- 砂漠のライオン
- ジャッキー・チェンの必殺鉄指拳（スリ〈ハン・クォーツァイ〉[144]）※TBS版
- スター・ウォーズ・シリーズ
  - スター・ウォーズ エピソード1/ファントム・メナス（ルーン・ハーコ、ドールティ・ドファイン）
  - スター・ウォーズ エピソード2/クローンの攻撃（ギラモス・リブカス）
  - スター・ウォーズ エピソード3/シスの復讐（ルーン・ハーコ）
- スピード（ジャガーの持主〈グレン・プラマー〉）※フジテレビ版
- スピード2（モーリス〈グレン・プラマー〉）※フジテレビ版
- セックス・アンド・ザ・バディ（ジョージ〈スティーヴ・ブシェミ〉）
- ダーククリスタル（スケクシス族侍従長〈バリー・デネン〉）※BD版
- ダイヤモンドの犬たち（リック）
- TAXi3（アラン）※ソフト版
- 007シリーズ
  - 007 慰めの報酬（ボリヴィア人タクシードライバー[145]）※キングレコード版
  - ネバーセイ・ネバーアゲイン（ゲームの声）※フジテレビ版
- ツイン・ドラゴン（ターザン〈テディ・ロビン〉[146]）※フジテレビ版
- 動物と子供たちの詩（ハスラー〈ウェイン・サザーリン〉）※フジテレビ版
- ドクター・ドリトル（モルモットのロドニー）※ソフト版
- ナトゥ 踊る!ニンジャ伝説（カラン〈モハン・ラム〉）
- 南部の唄（ブレア・ラビット）※BVHE版
- 花嫁のパパ2（ハビブ氏〈ユージン・レヴィ〉）
- ハロウィン・インベーダー/火星人襲来!?（ペズ〈トニー・コックス〉）
- パワーレンジャー・映画版（アルファ5）
- ビーン※フジテレビ版
- プーと大人になった僕（ラビット〈声：ピーター・カパルディ〉[147]）
- 昼下りの決斗（ジミー・ハモンド）
- マウス・ハント※TBS版
- マペットめざせブロードウェイ!（スクーター）※CBS/FOXビデオ版
- ミクロキッズ（ドン・フォレスター〈マーク・Ｌ・テイラー〉）※フジテレビ版
- ミュータント・タートルズ（ミケランジェロ）※フジテレビ版
- モンスターズハンター
- U・ボート ※フジテレビ版
- 妖術秘伝・鬼打鬼（ロウ）
- ラスト・シューティスト（モーゼス〈スキャットマン・クローザース〉）※フジテレビ版
- ラ・ブーム
- リバイアサン（トニー・ロデロ）※VHS版
- 理由なき反抗（プレイトー〈サル・ミネオ〉[148]）
- ルーニー・テューンズシリーズ（ポーキー・ピッグ）
  - スペース・ジャム[149]
  - ルーニー・テューンズ:バック・イン・アクション
  - スペース・プレイヤーズ[150]
- ロマンシング・アドベンチャー/キング・ソロモンの秘宝 ※テレビ朝日版
- ワン・モア・タイム（オマー）

#### テレビドラマ
- 恐竜家族（シド）
- クローザー シーズン3（ケニー・ウッズ）
- 刑事ナッシュ・ブリッジス シーズン2（トニー・ブッチェリー）※23話のみ
- 三国志 赤壁の戦い レッド・クリフのすべて（魯粛）※中国中央電視台製作・再編集DVD版
- ジム・ヘンソンのファンタジー・ワールド（ディジット）
- 名探偵モンク4 ※第12話（ウィリー）
- ヤンさんの自慢料理（マーティン・ヤン）

#### テレビ番組
- セサミストリート（イングリッド）※テレビスペシャル版 [要出典]
  - セサミストリート: 世界の国からハッピーニューイヤー
  - エルモのクリスマス

#### アニメ
- 悪魔バスター★スター・バタフライ（ルード[151]）
- アルジュンの大冒険 〜氷の蓮の謎〜[152]（フクロウ）
- アングリー・ビーバーズ[153]（ダゲット）
- アンジェラ・アナコンダ（ブリンクス先生）
- イカボードとトード氏（モール）
- おしゃれキャット（ロクフォール）※DVD追加収録版
- カンフー・パンダ（ミスター・ピン）
  - カンフー・パンダ2[154]
  - カンフー・パンダ3
  - カンフー・パンダ4 伝説のマスター降臨[155]
- キング・オブ・ザ・ヒル（ハンク・ヒル）
- くまのプーさん（ラビット〈2代目〉）
  - くまのプーさん 完全保存版※BVHE版
  - くまのプーさん クリストファー・ロビンを探せ!
  - ティガー・ムービー プーさんの贈りもの
  - くまのプーさん みんなのクリスマス
  - くまのプーさん 完全保存版II ピグレット・ムービー
  - くまのプーさん プーさんのオバケたいじ
  - くまのプーさん 冬の贈りもの
  - くまのプーさん ルーの楽しい春の日
  - くまのプーさん ザ・ムービー/はじめまして、ランピー!
  - くまのプーさん ランピーとぶるぶるオバケ
  - くまのプーさん (2011) [156]
  - 新くまのプーさん※1995,10 - 1996
  - ザ・ブック・オブ・プー
  - プーさんといっしょ
- ザ・シンプソンズ（ロンバルド教授、スプラッシュモアのナレーション）
- ザ・バットマン（ジョーカー）
- シュレックシリーズ（コブタ1）
  - シュレック
  - シュレック4-Dアドベンチャー
  - シュレック2
  - シュレック3
  - シュレック 泥んこコレクション
  - シュレックの愉快なクリスマス
  - シュレック フォーエバー[157]
- スクービー&スクラッピードゥー（スクラッピードゥー）
- スティーブン・スピルバーグのトゥーンシルバニア
- スヌーピーとチャーリー（フランクリン）
- スペース・レンジャー バズ・ライトイヤー（グラブ）
  - スペース・レンジャー バズ・ライトイヤー 帝王ザーグを倒せ!
- 小さな森の精 あいあむ!スマーフ（クラムジー）
- チキチキマシン猛レース!（ドラチビ伯爵[158]）
- ディズニーの短編（ドナルドダック）※アニメの王国
- ディック・トレイシー（モール）
- トムとジェリーの大冒険（スクウォーク）
- バンビ2 森のプリンス（ウッドチャック）
- ビアンカの大冒険（スヌープス）
  - ビアンカの大冒険 ゴールデン・イーグルを救え!
- 美女と野獣 ベルのファンタジーワールド（コンチェルティーナ、ラ・プルーム）
- 101匹わんちゃん (TVシリーズ)（ホーレス）
  - 101匹わんちゃんII パッチのはじめての冒険
- ピラミッド名作アニメシリーズ バッグス・バニー　※大陸書房版
- 不思議の森の妖精たち
- ボルト（ベテラン・キャット）
- ミッキー・ドナルド・グーフィーの三銃士（ビーグルボーイズ#3）
- ミッキーの王子と少年（ウィズル）
- ミッキーマウスとドナルドダック
- ルーニー・テューンズ（ポーキー・ピッグ、ロッキー 他）
  - 『三菱自動車RVR CM』：バッグス・バニー（ルーニー・テューンズ）
  - タイニー・トゥーンズ（コンコルド・コンドル）
  - シルベスター&トゥイーティー ミステリー
  - トゥイーティーのフライング・アドベンチャー 80日間世界一周大冒険（ロッキー）
  - ダック・ドジャース（カデット〈ポーキー・ピッグ〉）
  - ルーニー・テューンズ・ショー（ポーキー・ピッグ[159]）
  - 新 ルーニー・テューンズ（ポーキー・ピッグ）
  - ルーニー・テューンズ・カートゥーンズ（ポーキー・ピッグ[160]）
  - バッグス・バニー ビルダーズ（ポーキー・ピッグ[161]）
  - タイニー・トゥーンズのハチャメチャ学園（ポーキー・ピッグ[162]）
- わんわん物語II（フランソワ）

#### 人形劇
- きかんしゃトーマス（サー・ハンデル、ソルティー、マッコールさん、貨車たち、ジム・コール〈3代目〉、ポーター〈3代目〉 他）※フジテレビ版
- サンダーバード 劇場版（ブレインズ）※DVD版
- サンダーバード6号（ブレインズ）※DVD版
- フラグルロック（クズー）

### 特撮
- クレクレタコラ（1973年、シクシク、トロロ〈いずれもスーツアクター〉）[9]
- Xボンバー（1980年、ビッグマンリーの声）
- TVオバケてれもんじゃ（1985年、てれもんの声）
- ウルトラシリーズ
  - ウルトラマンティガ（1996年、TPCヨーロッパ支部幹部の声）
  - ウルトラギャラクシー大怪獣バトル NEVER ENDING ODYSSEY（2008年、分身宇宙人ガッツ星人〈RB〉の声）
- スーパー戦隊シリーズ
  - 激走戦隊カーレンジャー（1996年、DDドンモの声）
  - 百獣戦隊ガオレンジャー（2002年、正月オルグの声）
  - 特捜戦隊デカレンジャー（2004年、ポッペン星人ハイマルの声）
  - 魔法戦隊マジレンジャー（2005年、冥獣人シーフ・ガストンの声）
  - 轟轟戦隊ボウケンジャー（2006年、ツクモガミ・カワズガミの声）
  - 海賊戦隊ゴーカイジャー（2011年、ザキュラの声）
  - 烈車戦隊トッキュウジャー（2014年、ボセキシャドーの声）
- テツワン探偵ロボタック（1998年、マイトバーン / マイティワンダーの声）
- 科学忍者隊ガッチャピン（2007年、ベルクカッツェピンの声）

### テレビドラマ
- NHK少年ドラマシリーズ 七瀬ふたたび（1979年）
- サイコメトラーEIJI（1999年）
- ダーウィンが行く!?（2024年8月20日、NHK総合） - ニホンノウサギの専門家 役[163]

### 映画
- 帝都物語（1988年）
- さかなクン研究所　さかなの世界へレッツギョー！飛ぶ！闘う！踊る！編（2015年） - ヒゲじいの声[164]
- さかなクン研究所　すっギョイおさかな大集合！ジャンプ！隠れる！世界最大！編（2015年） - ヒゲじいの声[165]
- 劇場版 ダーウィンが来た!アフリカ新伝説（2019年） - ヒゲじいの声
- 恐竜超伝説 劇場版ダーウィンが来た!（2020年） - ヒゲじいの声
- 驚き！海の生きもの超伝説 劇場版ダーウィンが来た！（2021年） - ヒゲじいの声[166]
- 日本列島生きもの超伝説 劇場版ダーウィンが来た!（2023年） - ヒゲじいの声[167]
- 恐竜超伝説2 劇場版ダーウィンが来た!（2024年） - ヒゲじいの声[168]

### 人形劇
- ガラピコぷ〜（キュリオ）
- ざわざわ森のがんこちゃん（バンバン〈二代目〉、スコープ先生〈二代目〉）※2011年度以降
  - 新・ざわざわ森のがんこちゃん[169]
  - えいごでがんこちゃん[170]
  - ざわざわえんのがんぺーちゃん[171]

### CD
- あひるの王子さま（ミスター）
- アルトネリコ3 世界終焉の引鉄は少女の詩が弾く sideティリア〜After story〜（ポチョマー）
- イタズラなKiss（入江パパ）
- 学研教室 英語教材CD（ナレーション）
- 餓狼伝説 〜宿命の闘い〜 CDサウンド ドラマアルバム No.1 復讐の狼（チン・シンザン）
- 銀の雪 降る降る（周一の父親）
- 空想科学世界ガリバーボーイ 番外編 銀の謝肉祭
- ゲゲゲの鬼太郎（第5作）音楽CD
  - 子泣きのララバイ（子泣き爺）
  - かぞくがいちばん（ぬりかべ）
- CDシアター ドラゴンクエストIII、IV（ダムス、アシペンサ）
- GファンタジーコミックCDコレクション ファイアーエムブレム暗黒竜と光の剣（バヌトゥ、ハーマイン）
- ストリートファイターII -魔人の肖像-（ダルシム）
- ソード・ワールド いにしえの巨人伝説 序章（馬番）
- ドリームハンター麗夢 ドラマCD各作品（ベータ）
  - NEWドリームハンター麗夢 夢の騎士達
  - NEWドリームハンター麗夢 夢の騎士達 VOICE MOVIE
  - NEWドリームハンター麗夢 総統のメルセデス
- ビデオ・ゲーム・グラフィティ（ニャームコ）
- 新世紀GPXサイバーフォーミュラシリーズ
  - 新世紀GPXサイバーフォーミュラ PICTURELAND 3 ファースト・ラブ、ネバー・ラブ（エデリー・ブーツホルツ）
  - 新世紀GPXサイバーフォーミュラ PICTURELAND 4 SOME・DAY（エデリー・ブーツホルツ）
  - 新世紀GPXサイバーフォーミュラ PICTURELAND 6 ZEROの幻影（エデリー・ブーツホルツ）
  - 新世紀GPXサイバーフォーミュラSAGA ROUND2 マスコットギャルズ・パニック（角良平、エデリー・ブーツホルツ）
  - 新世紀GPXサイバーフォーミュラSAGA ROUND5 SAKURA（エデリー・ブーツホルツ）
  - 新世紀GPXサイバーフォーミュラ SAGAII ROUND2 ウェディング・ラプソディー（エデリー・ブーツホルツ）
- 変幻退魔夜行カルラ舞う! 奈良怨霊絵巻（土蜘蛛）
- 摩陀羅・転生編（邪兎）
- 真島クンすっとばす!! 陣内流柔術武闘伝（望月士武郎）
- 魔神英雄伝ワタルシリーズ
  - 魔神英雄伝ワタル2 メモリアルCD「星界山ロケハン物語」（プロデューサー）
  - 魔神英雄伝ワタル3 CDシネマ1 救世主復活篇（俊）
  - 魔神英雄伝ワタル3 虎王物語 虎王伝説 CDシネマ1 虎王闇嵐編（俊）
  - 魔神英雄伝ワタル3 ぼくの虎王 第二章 鳳凰樹の下で（俊）
  - 魔神英雄伝ワタル 七魂の龍神丸「あっと驚く、幻龍丸!」（ドロロンパ、EXマン）
  - 魔神英雄伝ワタル 七魂の龍神丸 オーディオドラマ「咲き誇れ、奇跡の龍樹!」（EXマン、長老）
- 女神異聞録〜ペルソナ〜 オリジナルサウンドトラック&アレンジアルバム（サトミタダシ薬局店のうた〈アレンジバージョン・セリフ〉）
- 聖刻覇伝 ラシュオーンの嵐（エルゴ）

### カセットブック
- アイドル防衛隊ハミングバード [4] 愛のさざなみ / アニメイトカセットコレクション（山田甲三郎太・拓郎）
- 新メイプルタウン物語-パームタウン編-ヒット曲集 / 日本コロムビア（ヨータ）※つかせのりこと共に「悪党ブルース」を歌唱。
- ドラゴンランス戦記 全8巻 / 富士見カセットブック（タッスルホッフ）
- トリガーマン! / ソノラマ文庫カセット版（そめのすけ）
- 新世紀GPXサイバーフォーミュラ [ROUND1]サイバーデート大作戦!、[ROUND3]カップルレースだ!大混戦!! / アニメイトカセットコレクション（エデリー・ブーツホルツ）
- 魍魎戦記MADARA 輪廻編、復活編 / カドカワカセットブック（邪兎）

### ラジオドラマ
- オールナイトニッポン 宇宙戦艦ヤマト（ゲール）
- オールナイトニッポン 宇宙戦艦ヤマト 完結編（地球防衛軍基地司令）
- 青山二丁目劇場
  - 今後、二人の友情は忍ばない（2011年） - 葉隠良一
  - あじさいの唄（2012年） - 商人
  - 絶対友情探偵（2013年） - 中尾
  - 失われた輝き（2013年） - 吉本
  - 大仏ケーキ（2013年） - 安西課長
  - 息子の都合（2013年） - 亨
  - 親子酒・夢の酒（2014年） - 治兵衛、弥左衛門
- NG騎士ラムネ&40EX2 ユラユラ銀河帝国大混戦!（ゲンマイチャ）
- 幕末三姉妹（ニッポン放送、宗田頼母?〈そうだたのも〉役）
- 歌舞伎まるごとストーリー「あらすじえもん」キュウリが丘女学院NARUKAMI!（2019年、ナレーション、錦野理事長[172]）

### CM
- 日本ケロッグ「コンボ」のCM
- ユニリーバ・ジャパン「ラーマソフト」のCM
- レッドブルのCM（CMキャラクター）
- ドメストのCM（ばい菌の子分）
- 吉野家のCM
- 大正製薬のラジオCM（なんらかのオチを持ってくる上司）
- ハトヤホテル『ホテルサンハトヤ海底温泉 浦島篇』（1986年、ナレーション）
- タイトー『キャメルトライ』（1991年）
- トミー『アメリカ横断ウルトラクイズ』（1991年）
- 日本コンピュータシステム『改造町人シュビビンマン』（1992年）
- 任天堂『カエルの為に鐘は鳴る』（1992年）
- セガ『ゲームギア+1 ソニックドリフト』（1994年）
- GO GO ACKMAN（1994年、鳥山明）
- リンナイECO ONE「赤ちゃんサミット編」[173]
- ナムコ『レスキューショット ブービーぼー』（2000年）
- 大塚製薬 「オロナミンC」（ナレーション、2006年）
- 常盤薬品 眠眠打破VSキン肉マン 夢の超人タッグ篇（2017年）（与作）
- ドラゴンクエストモンスターズ ジョーカー3 プロフェッショナル（2017年、ナレーション）
- デ・オウ×キン肉マン 男におわんですよ篇（2023年）（中野さん）

### テレビ番組
- 理科教室中学校2年生（NHK教育テレビ）
- ワテら陽気なオバタリアン!（フジテレビ、ナレーション）
- 週刊こどもニュース（NHK総合、スクープくん）
- TVおじゃマンボウ（日本テレビ、ナレーション、2003年9月28日）
- 日本原燃（ツカエル君）
- ダーウィンが来た!（NHK総合、ヒゲじい、2006年 - ）
- ビデオオプション（ナレーション）
- 平成生まれ3000万人! そんなコト考えた事なかったクイズ（ABC制作・テレビ朝日、ナレーション）
- 全国一斉!日本人テスト（フジテレビ、ナレーション）
- 世界まる見え!テレビ特捜部（日本テレビ、ナレーション）
- ズームイン!!SUPER 投稿ビデオ大賞（日本テレビ、ナレーション）
- FNNスーパーニュース→みんなのニュース リアル!→シュザイブ（フジテレビ、ナレーション、2014年 - ）
- NHKスペシャル「アジア巨大遺跡」（NHK総合、声の出演 - 2015年10月17日・18日・11月7日・8日）
- ズームイン!!SUPER NG投稿（秘）映像180発 年忘れスペシャル（ナレーション）
- 趣味どきっ!（Eテレ、語り）
- 史上最強の珍プレー好プレー（ナレーション）
- ハイビジョン特集（ボイスオーバー）
- Let's天才てれびくん（もさく）

### パチンコ
- CRフィーバーキャプテンハーロック（ヤッタラン）
- CR魔神英雄伝ワタル（ザン・ゴロツキー、EXマン緑）

### その他コンテンツ
- Wiiの間 トンデモ! さいえんす（トンデモ博士）
- Rの書斎（R老人）
- Rの書斎 第二幕（R老人）
- ゲゲゲの鬼太郎 妖怪JAPANラリー3D（子泣き爺、ぬりかべ）
- 原画と朗読で綴るサイボーグ009の世界 〜海底ピラミッドの謎を追え!〜（006 / 張々楜）
- プーさんのハニーハント（ラビット）
- 藤子・F・不二雄ミュージアム短編アニメ作品
  - 21エモン&ドラえもん ようこそ!ホテルつづれ屋へ（ゴンスケ）
  - ウメ星デンカ＆ドラえもん「パンパロパンのスッパッパ!」（ゴンスケ）
  - ドラえもん&Fキャラオールスターズ 『月面レースで大ピンチ!?』（ゴンスケ[174]）
  - ドラえもん&Fキャラオールスターズ すこしふしぎ超特急[175]（ゴンスケ）
  - ドラえもん&Fキャラオールスターズ ゆめの町、Fランド（ゴンスケ）[176]
- 星のカービィ マジカルシアター（ドクター・エスカルゴン）
- ロジャーラビットのカートゥーンスピン（スマート・アス）
- 撃殺! 宇宙拳LP（大葉隊員）